# 사호집
사호집(沙湖集)은 대한민국 전북특별자치도 고창군 아산면에 있는 조선시대의 책이다. 2016년 12월 9일 전라북도의 유형문화재 제242호로 지정되었다.

## 개요
사호집은 오익창의 문집으로 그의 후손 오성열의 주도로 1773년에 3권2책, 목활자로 간행되었다.
희귀본으로서의 판본적 의미와 임진왜란 당시 전투사에 대한 귀중한 정보 제공 뿐 아니라, 그의 생애와 정여립사건에 대한 새로운 사료를 제공하고 있어, 역사적 학술적으로 매우 중요한 가치를 지닌다.

## 참고 자료
- 사호집 - 국가유산청 국가유산포털